# Drangiana

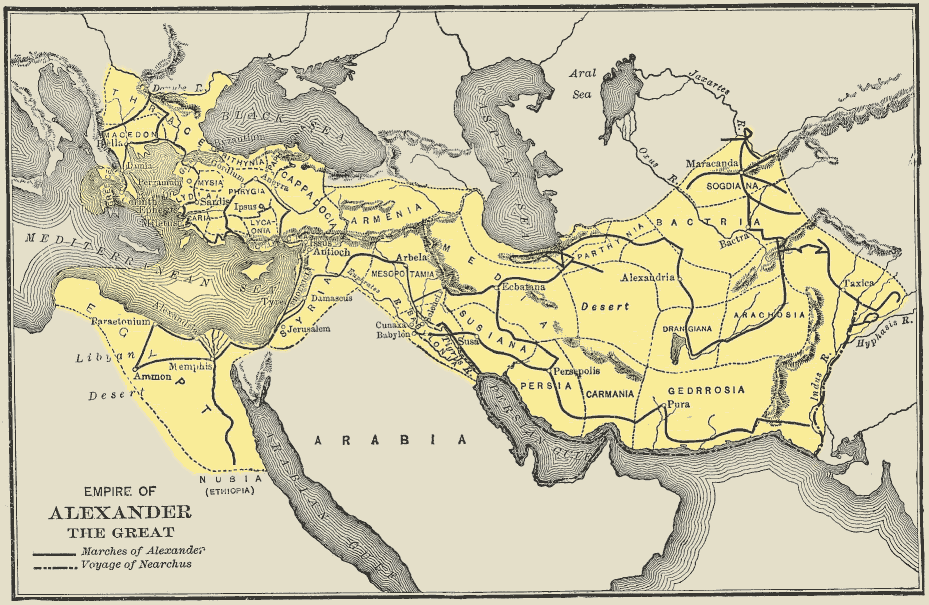
Drandiana în cadrul Imperiului Macedonean a lui Alexandru

Dragiana (greacă: Δραγγιανή) a fost o regiune antică a vastului Imperiului Persan, ce se învecina la est cu Arachosia, la sud cu Gedrosia, cu Media și Carmania la vest, iar la nord cu Bactria.
În Antichitate, teritoriul era locuit de un trib iranian, numit de greci Drangieni. Aceștia sunt ocupați de alți iranieni: - mezii, iar mai apoi, de perșii lui Cirus cel Mare. După o ocupație ahemenidă de trei sute de ani, Drangiana este cucerită în 330 î.Hr. de Alexandru Macedon.